# Polypedates omeimontis
Polypedates omeimontis é uma espécie de anfíbio da família Rhacophoridae.
É endémica da China.
Os seus habitats naturais são: florestas subtropicais ou tropicais húmidas de baixa altitude, regiões subtropicais ou tropicais húmidas de alta altitude, marismas de água doce, terras aráveis, jardins rurais e lagoas.
Está ameaçada por perda de habitat.